# (558224) 2014 YC50
(558224) 2014 YC50 est un objet transneptunien du groupe des cubewanos. 